# Rebutia ritteri

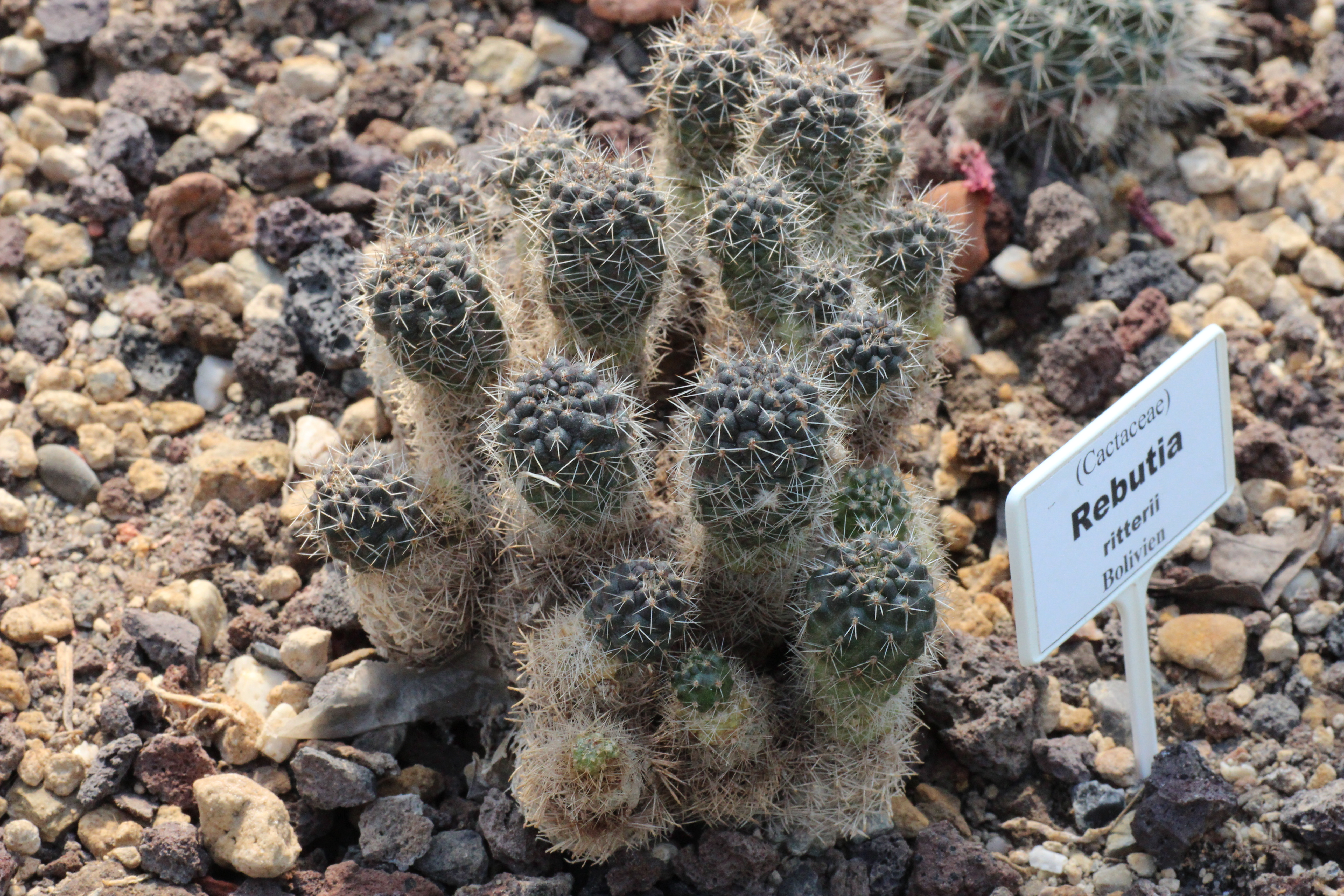
Rebutia ritteri im Kakteenhaus des Botanischen Gartens Kassel

Rebutia ritteri ist eine Pflanzenart in der Gattung Rebutia aus der Familie der Kakteengewächse (Cactaceae). Das Artepitheton ritteri ehrt den deutschen Kakteenspezialisten Friedrich Ritter.

## Beschreibung
Rebutia ritteri wächst sprossend mit kugelförmigen bis kurz zylindrischen, grau- bis dunkelgrünen Körpern und bildet Gruppen. Die Körper erreichen bei Durchmessern von 3,5 bis 4 Zentimetern Wuchshöhen von bis zu 5 Zentimetern und haben eine kleine Rübenwurzel. Die bis zu 15 Rippen sind deutlich in Höcker gegliedert. Die bis zu 15 Dornen sind weißlich grau und an ihrer Spitze und Basis dunkler. Sie sind abstehend, nadelig und bis zu 10 Millimeter lang.
Die feuerroten bis karminroten Blüten haben einen rötlich violetten Schlund. Sie sind bis zu 4 Zentimeter lang und erreichen Durchmesser von 4,5 Zentimetern. Das Perikarpell und die Blütenröhre sind mit einigen feinen Haaren besetzt. Die Narben sind hellgrün und die Früchte bräunlich bis olivgrün.

## Verbreitung, Systematik und Gefährdung
Rebutia ritteri ist in Bolivien in den Departamentos Chuquisaca, Potosí und Tarija sowie in Argentinien in der Provinz Salta in Höhenlagen von 2500 bis 3900 Metern verbreitet.
Die Erstbeschreibung als Lobivia ritteri wurde 1938 von Wilhelm Wessner (1904–1983) veröffentlicht. Albert Frederik Hendrik Buining und John Donald Donald (1923–1996) stellten die Art 1963 in die Gattung Rebutia.
In der Roten Liste gefährdeter Arten der IUCN wird die Art als „Least Concern (LC)“, d. h. als nicht gefährdet geführt.

## Nachweise